# Nicema
Nicema is een geslacht van weekdieren uit de klasse van de Gastropoda (slakken).

## Soorten
- Nicema amara Woodring, 1964 †
- Nicema subrostrata (W. Wood, 1828)